# Карпенко, Илья Викторович
Илья Викторович Карпенко (род. 1 мая 1986, Новокузнецк, Кемеровская область) — российский каратист, выступающий в соревнованиях по кёкусинкай. Чемпион России, призёр европейских и мировых первенств (весовая категория до 90 кг). Чемпион и рекордсмен Мира по тамэсивари. Заслуженный мастер спорта России (чёрный пояс 4 дан).

## Биография
Отец — Карпенко Виктор Иванович. Мать — Карпенко Ирина Ильинична. Сестра — Карпенко Анастасия Викторовна. Сын — Демид Карпенко.
Заниматься карате начал в возрасте 8 лет. Первый тренер (1994—2002 гг.) — Солдатов Сергей Николаевич (черный пояс 3 дан) Тренер — Шумин Игорь Владимирович (чёрный пояс 4 дан). Карпенко дважды становился чемпионом России по тамэсивари (разбивание досок незащищенными частями тела), был призёром чемпионатов России по кёкусинкай в весовых категориях и в абсолютном зачёте, а в 2011 году стал чемпионом страны в весовой категории до 90 кг. На международных соревнованиях завоёвывал медали чемпионата Европы 2012 года и чемпионата мира 2013 года в весовых категориях, на абсолютном чемпионате мира 2011 года замкнул призовую восьмёрку, проиграв двукратному чемпиону мира Эвертону Тейшейре, а затем неудачно выступив в соревновании по тамэсивари, в котором распределялись места с 5-го по 8-е.
Илья Карпенко преподаёт в новокузнецкой ДЮСШ 6 им. В. П. Манеева, имеет награды как тренер. В феврале 2014 года он был включён в число жителей Новокузнецка, которым было доверено участвовать в эстафете Олимпийского огня.
Избран в Новокузнецкий городской Совет народных депутатов 6-го созыва по списку «Единой России».

## Достижения
- 2015 год — побит мировой рекорд (33 доски), который держался с 2007 года и был установлен Славомиром Уэсом, тоже на Открытом чемпионате Америки. Илья смог разбить на одну доску больше. Ему покорились 34 доски, при этом 11 досок он разбил ударом хиджи атэ (локтем), столько в одном упражнении до него тоже никто не ломал[источник не указан 825 дней].

### Места на соревнованиях
- 2006 год
  - чемпион Сибирского федерального округа
  - бронзовый призёр чемпионата России, чемпион по тамэшивари (Екатеринбург)
  - «Кубок Байкала» — 2 место
- 2007 год — чемпионат мира (Токио, вошёл в 16 сильнейших бойцов турнира)
- 2008 год
  - чемпионат Японии (Токио, вошёл в 16 сильнейших бойцов турнира)
  - чемпион международного командного турнира (Хабаровск)
- 2009 год — серебряный призёр чемпионата России в весовых категориях (весовая категория до 90 кг)[7] и чемпион по тамэшивари (Иркутск)
- 2010 год — бронзовый призёр чемпионата России в абсолютной категории (Москва)[8]
- 2011 год
  - чемпион России в весовых категориях (Новосибирск, весовая категория до 90 кг)[4]
  - абсолютный чемпионат мира — 8 место (Токио)[3]
- 2012 год
  - серебряный призёр чемпионата Европы в весовых категориях (Будапешт, весовая категория до 90 кг)[9]
  - абсолютный чемпионат Японии — 5 место, чемпион по тамэсивари (Токио)[10]
- 2013 год — бронзовый призёр чемпионата мира в весовых категориях (Токио, весовая категория до 90 кг)[11]
- 2014 год — абсолютный чемпионат Японии — 5 место (Токио)[12]
- 2015 год
  - абсолютный чемпионат Америки — 2 место (Нью Йорк), чемпион по тамэсивари
  - абсолютный чемпионат мира (Токио) (топ 16)
- 2016 год — весовой чемпионат Японии (Осака) (4 место)
- 2018 год — международный турнир по кёкусинкай в абсолютной весовой категории «Open Baltic Cup 2018» (Калининград) — чемпион по тамэсивари[13]
- 2019 год 
  - международный турнир Belarus Open Cup 2019 по кёкусинкай (Минск) — 1 место, приз за лучшую технику[14]
  - абсолютный чемпионат мира (Токио) — топ 32, чемпион по тамэсивари (28 досок)[15]
- 2022 год — Кубок России по тамэсивари (Екатеринбург) — 2 место (22 доски)[16]

### Другие награды
- 2008 — Премия SuperKarate Awards — стал победителем в номинации «Нокаут года»
- 2009 — Почетная грамота за достижение высоких результатов в Спорте и большой вклад в развитие карате в городе и области (Администрация г. Новокузнецка, Глава города Мартин С. Д.);
- 2011
  - Диплом «Лучший молодой тренер» (Коллегия Кемеровской области, Губернатор Тулеев А. Г.);
  - Почетная грамота за личный вклад в реализацию молодёжной политики, развития молодёжных инициатив, большую работу по организации волонтерского движения (Коллегия Кемеровской области, Губернатор Тулеев А. Г.);
  - Почетная грамота за профессионализм, тренерское мастерство, достигнутые успехи в подготовке юных спортсменов, личный вклад в развитие спорта в Кузбассе (Совет народных депутатов, Председатель Шатилов Н. И.)
- 2016 — Премия SuperKarate Awards — стал победителем в номинации «Тамэсивари года»[17]